# آلارگاتو ال۷۶/۶۲م‌م
توپ آلارگاتو ال۷۶/۶۲م‌م یک توپ نیروی دریایی کالیبر ۷۶ میلیمتری با قابلیت قرار گرفتن بر خشکی و نصب بر روی کشتی‌های جنگی متوسط و بزرگ و حمله به اهداف سطحی و هوایی است و از قابلیت شلیک ۵۵ تا ۶۰ گلوله در دقیقه برخوردار است که نخستین بار در سال ۱۹۶۲ تولید شد.

## ویژگی‌ها
- نوع: توپ دریایی
- محل تولید: ایتالیا
- به‌کارگیرنده: نیروی دریایی ایتالیا
- سازنده: اوتو ملارا
- کالیبر: ۷۶ میلیمتر (متوسط)
- نواخت تیر: ۵۵-۶۰ تیر در دقیقه
- برد بیشینه: ۱۶۰۰۰ متر